# Serie A 1952-1953 (pallacanestro femminile)
Il campionato di pallacanestro femminile 1952-1953 è stato il ventiduesimo organizzato in Italia.
Le otto squadre partecipanti alla Serie A si incontrano in un girone all'italiana con partite d'andata e ritorno. È stato vinto per la quarta volta consecutiva dalla Comense Como, che ha preceduto Bernocchi Legnano e Ginnastica Triestina.

## Classifica
|  | Pos. | Squadra               | Pt | G  | V  | N | P  | PtF | PtS |
|  | ---- | --------------------- | -- | -- | -- | - | -- | --- | --- |
|  | 1.   | Comense Como          | 23 | 14 | 11 | 1 | 2  | 828 | 568 |
|  | 2.   | Bernocchi Legnano     | 20 | 14 | 10 | 0 | 4  | 596 | 483 |
|  | 3.   | Ginnastica Triestina  | 18 | 14 | 9  | 0 | 5  | 624 | 604 |
|  | 4.   | Pallacanestro Pavia   | 15 | 14 | 6  | 3 | 5  | 581 | 562 |
|  | 5.   | U.S.A.T. Torino       | 14 | 14 | 7  | 0 | 7  | 598 | 650 |
|  | 6.   | Omsa Faenza           | 12 | 14 | 5  | 2 | 7  | 552 | 601 |
|  | 7.   | Pirelli Milano        | 6  | 14 | 3  | 0 | 11 | 450 | 640 |
|  | 8.   | Pallacanestro Sanremo | 4  | 14 | 2  | 0 | 12 | 476 | 610 |

## Calendario
- Giornata	1	25/01/1953
Sipra Torino	Pirelli Milano	49 45
Pallacanestro Pavia	Ginnastica Triestina	39 21
Omsa Faenza	Comense Como	43 54
Bernocchi Legnano	Pallacanestro Sanremo	42 28
- Giornata	2	01/02/1953
Pirelli Milano	Pallacanestro Pavia	34 42
Ginnastica Triestina	Bernocchi Legnano	37 34
Comense Como	Sipra Torino	62 47
Pallacanestro Sanremo	Omsa Faenza	25 39
- Giornata	3	08/02/1953
Pallacanestro Pavia	Comense Como	39 39
Bernocchi Legnano	Omsa Faenza	41 21
Ginnastica Triestina	Pirelli Milano	52 40
Sipra Torino	Pallacanestro Sanremo	39 37
- Giornata	4	15/02/1953
Pirelli Milano	Bernocchi Legnano	29 45
Comense Como	Ginnastica Triestina	53 35
Pallacanestro Sanremo	Pallacanestro Pavia	28 54
Omsa Faenza	U.S.A.T. Torino	44 45	cambio nome, da Sipra a U.S.A.T;
- Giornata	5	22/02/1953
Pirelli Milano	Comense Como	30 47
Ginnastica Triestina	Pallacanestro Sanremo	52 51
Pallacanestro Pavia	Omsa Faenza	45 45
Bernocchi Legnano	U.S.A.T. Torino	36 32
- Giornata	6	08/03/1953
U.S.A.T. Torino	Pallacanestro Pavia	63 65	giocata il 1º marzo 1953
Pallacanestro Sanremo	Pirelli Milano	39 43
Bernocchi Legnano	Comense Como	37 44
Omsa Faenza	Ginnastica Triestina	28 29
- Giornata	7	15/03/1953
Comense Como	Pallacanestro Sanremo	67 32
Ginnastica Triestina	U.S.A.T. Torino	55 33
Pirelli Milano	Omsa Faenza	38 43
Pallacanestro Pavia	Bernocchi Legnano	32 35	giocata il 19 marzo 1953
- Giornata	8	22/03/1953
Pirelli Milano	U.S.A.T. Torino	34 28
Ginnastica Triestina	Pallacanestro Pavia	44 41
Comense Como	Omsa Faenza	74 31
Pallacanestro Sanremo	Bernocchi Legnano	33 45
- Giornata	9	29/03/1953
Pallacanestro Pavia	Pirelli Milano	51 19
Bernocchi Legnano	Ginnastica Triestina	47 38
U.S.A.T. Torino	Comense Como	49 78
Omsa Faenza	Pallacanestro Sanremo	30 25
- Giornata	10	12/04/1953
Pirelli Milano	Ginnastica Triestina	28 47
Comense Como	Pallacanestro Pavia	91 49
Pallacanestro Sanremo	U.S.A.T. Torino	37 34
Omsa Faenza	Bernocchi Legnano	35 40
- Giornata	11	19/04/1953
Bernocchi Legnano	Pirelli Milano	48 20
Ginnastica Triestina	Comense Como	54 43
Pallacanestro Pavia	Pallacanestro Sanremo	42 37
Omsa Faenza	U.S.A.T. Torino	42 50
- Giornata	12	26/04/1953
U.S.A.T. Torino	Bernocchi Legnano	47 43
Comense Como	Pirelli Milano	82 33
Pallacanestro Sanremo	Ginnastica Triestina	43 41
Omsa Faenza	Pallacanestro Pavia	37 37
- Giornata	13	03/05/1953
Comense Como	Bernocchi Legnano	42 54
Pirelli Milano	Pallacanestro Sanremo	30 26
Ginnastica Triestina	Omsa Faenza	67 53
Pallacanestro Pavia	U.S.A.T. Torino	50 24
- Giornata	14	10/05/1953
Pallacanestro Sanremo	Comense Como	35 52	giocata il 14 maggio 1953
U.S.A.T. Torino	Ginnastica Triestina	58 52
Omsa Faenza	Pirelli Milano	41 27
Bernocchi Legnano	Pallacanestro Pavia	42 25

## Verdetti
- Comense Como campione d'Italia 1952-1953:
- Formazione: Alchieri, Branzoni, Cerutti, Cipriani, Favoni, Giordano, Ortobelli, Pelloli, Franca Ronchetti, Liliana Ronchetti, Santoro, Serpellon. Allenatore: Enrico Garbosi[2].
- Sanremo retrocessa e poi ripescata[2] al posto della Pallacanestro Pavia, che rinuncia all'iscrizione.